# Zords in Power Rangers: Operation Overdrive
In Power Rangers: Operation Overdrive gebruiken de Operation Overdrive Power Rangers Zords bekend als de DriveMax Zords. Deze zords zijn gebaseerd op machines en worden bestuurd via de Control Console Drivers.

## Individuele zords

### Drivemax Zords
Dump Driverde primaire zord van de Rode Ranger, gebaseerd op een kiepwagen. De Dump Driver kan veel ton aan materiaal vervoeren en is gewapend met lasers en klauwen. Vormt het hoofd, lichaam en benen van zowel de DriveMax Megazord, Super DriveMax Megazord en DriveMax Ultrazord.
Speed DriverEen raceauto zord en de persoonlijke zord van de Zwarte Ranger. In staat tot het bereiken van hoge snelheden en gewapend met raketten. Vormt de torsoplaat van de DriveMax Megazord en de rugplaat van de Super DriveMax Megazord en DriveMax Ultrazord.
Gyro DriverEen helijet en de blauwe Rangers zord. Kan vliegen bij hoge snelheden en bevat een reddingslijn. Vormt de helm en rugplaat van de DriveMax Megazord, en de ruggengraat van de Super DriveMax Megazord en DriveMax Ultrazord
Dozer DriverEen bulldozer en de Gele Rangers hoofdzakelijke zord. Gewapend met lasers. Vormt de rechterarm van de DriveMax Megazord, en staat opgeslagen in het rechterbeen bij de Super DriveMax Megazord en DriveMax Ultrazord.
Sub DriverEen duikboot en de Roze Rangers primaire zord. Kan diep duiken en is gewapend met lasers. Vormt de linkerarm van de DriveMax Megazord en is onderdeel van het linkerbeen van de Super DriveMax Megazord en DriveMax Ultrazord.

### Auxillary DriveMax Zords
Dit zijn vijf extra zords die kunnen combineren met de megazords om hen speciale modes of andere wapens te geven.
Drill DriverEen enorme tunnelgraver/boor. Door zijn enorme kracht was hij moeilijk te gebruiken. Kan door elk soort materiaal boren met hoge snelheid. Kan onderdeel worden van de DriveMax Megazord, en is de rechterarm van de Super DriveMax Megazord en DriveMax Ultrazord.
Shovel DriverEen graafmachine en de Roze Rangers tweede zord. Kan onderdeel worden van de DriveMax Megazord en is de linkerarm van de Super DriveMax Megazord en DriveMax Ultrazord.
Cement DriverEen cementtruck en de Blauwe Rangers tweede zord. Kan cement afvuren dat een vijand vast kan houden op zijn plaats. Vormt de rechtervoet van de Super DriveMax Megazord en de DriveMax Ultrazord
Crane DriverEen hijskraan en de zwarte Rangers tweede zord. Kan vijanden vangen met zijn klauw. Kan een onderdeel worden van de DriveMax Megazord en vormt de linkervoet en helm van de Super DriveMax Megazord. Vormt enkel de linkervoet van de DriveMax Ultrazord.
Sonic StreakerEen straalvliegtuig bestuurd door de Rode Ranger. Heeft zeer grote manoeuvreerbaarheid in de lucht, en beschikt over geavanceerde wapens. Vormt een torsopantser, helm en vleugels van de DriveMax Ultrazord.

### Rescue Runners
De drie Zords van de Mercury Ranger. Deze zijn gebaseerd op reddingsvoertuigen.
Fire Truck Zordeen brandweerwagen die de benen, torso en het hoofd van de Flash Point Megazord vormt.
Rescue Runner 1een ambulance die de linkerarm van de Flash Point Megazord vormt. Wordt door Tyzonn op afstand bestuurt vanuit de cockpit van de Fire Truck Zord.
Rescue Runner 2een politiewagen die de rechterarm van de Flash Point Megazord vormt. Wordt ook op afstand bestuurd vanuit de cockpit van de Fire Truck Megazord.

### Battlefleet Zord
De BattleFleet Zord is een slagschip/amfibievoertuig bestaande uit vijf losse zords.
RedMack’s zord. Vormt het hoofd van de BattleFleet Megazord.
BlackWill’s zord. Vormt de benen en lichaam van de BattleFleet Megazord.
BlueDax’ zord. Vormt de schouders van de BattleFleet Megazord.
YellowRonny’s zord. Vormt de torso van de BattleFleet Megazord.
PinkRose’s zord. Vormt de armen van de BattleFleet Megazord.

## DriveMax Megazord
De primaire megazord van de rangers, gevormd uit de vijf DriveMax Zords. De Megazord is gewapend met de Drive Digger schep en een houweel. Deze twee wapens kunnen combineren tot de DriveMax Saber, waarmee de Megazord de meeste vijanden kan uitschakelen.
De DriveMax Megazord kan ook veranderen in een truck genaamd de Mega Truck. Tevens kan hij combineren met de Auxillary zords voor sterkere combinaties:
- DriveMax Megazord Drill Formation: Hierbij vervangt de Drill Driver de Dozer Driver. De Megazord krijgt in deze vorm een aanval waarbij hij een vijand doorboort.
- DriveMax Megazord Drill and Crane Formation: combinatie met zowel Drill Driver als Crane Driver. Hiermee kan de Megazord zijn vijanden in de luchthouden en doorboren.
- DriveMax Megazord Mixer Formation: hierbij vervangt de Cement Driver de Sub Driver. Stelt de Megazord in staat zijn vijanden in cement te vangen.
- DriveMax Megazord Drill and Mixer Formation: hiermee kan de megazord zijn vijanden eerst vastzetten in cement en dan doorboren.
- DriveMax Megazord Shovel Formation: Hierbij vervangt de Shovel Driver de Sub Driver. Deze megazord combinatie kan zijn vijanden uitschakelen door een enorme klap uit te delen.

#### Super DriveMax Megazord
Indien de Rangers de Drill, Shovel, Cement, en Crane Drivers combineren met de DriveMax Megazord ontstaat de Super DriveMax Megazord. Deze nieuwe combinatie kan het cement gebruiken om zijn vijanden te vangen, en kan kopstoten uitdelen met zijn helm. Zijn sterkste wapen is een dubbele aanval met de Drill en Shovel.

### DriveMax Ultrazord
De combinatie van alle vijf DriveMax Zords en alle vijf Auxillary Zords. De DriveMax Ultrazord kan vliegen en vernietigd vijanden met een energiestraal uit de zonnepanelen op zijn borst.
De DriveMax Ultrazord kent ook een alternatieve versie waarin hij van armen wisselt met de Flash Point Megazord. Deze combinatie heeft geen speciale naam.

## Flash Point Megazord
De persoonlijke megazord van de Mercury Ranger. De Flash Point Megazord kan zijn benen inklappen en zo razendsnel duiken om een aanval te ontwijken. Hij vecht met zijn waterkanonnen en de lasers van Rescue Runners 1 en 2.
- Flash Point Megazord Drill and Shovel Formation: combinatie met de Drill Driver en Shovel Driver als armen.
- Flash Point Megazord Drill and Mixer Formation: combinatie met de Drill Driver en MixerDriver als armen.

- De Flash Point Megazord kent ook een formatie waarin de Dozer Driver en Sub Driver zijn armen vormen. Deze combinatie heeft in de serie geen naam gekregen, en gebruikte het zwaard van de DriveMax Megazord als wapen.

## Battlefleet Megazord
De megazordcombinatie van de vijf BattleFleet zords. De BattleFleet megazord is iets groter dan de andere megazords. Hij is gewapend met lasers, en kan vijanden vernietigen met zijn vuisten door middel van een aanval genaamd de Battlefleet Roller.

## Dual Drive Megazord
Een combinatie bestaande uit de vijf Auxillary zords ook een megazordcombinatie vormen. De DualDrive Megazord werd in de serie slechts eenmaal gebruikt. Hij vernietigd vijanden met energiestralen uit zijn armen en benen.